# Lista de países da América por população

Pan-American countries by population, 2020

Esta é uma lista de Estados e de outros territórios da América ordenados por população. Baseada nas Divisão Estatística das Nações Unidas para 2020.
| #   | Nome                                                  | Habitantes em 2020 |
| --- | ----------------------------------------------------- | ------------------ |
| 1   | Estados Unidos                                        | 331 002 651        |
| 2   | Brasil                                                | 212 559 417        |
| 3   | México                                                | 128 932 753        |
| 4   | Colômbia                                              | 50 882 891         |
| 5   | Argentina                                             | 45 195 774         |
| 6   | Canadá                                                | 37 742 154         |
| 7   | Peru                                                  | 32 971 854         |
| 8   | Venezuela                                             | 28 435 940         |
| 9   | Chile                                                 | 19 116 201         |
| 10  | Guatemala                                             | 17 915 568         |
| 11  | Equador                                               | 17 643 054         |
| 12  | Bolívia                                               | 11 673 021         |
| 13  | Haiti                                                 | 11 402 528         |
| 14  | Cuba                                                  | 11 326 616         |
| 15  | República Dominicana                                  | 10 847 910         |
| 16  | Honduras                                              | 9 904 607          |
| 17  | Paraguai                                              | 7 132 538          |
| 18  | Nicarágua                                             | 6 624 554          |
| 19  | El Salvador                                           | 6 486 205          |
| 20  | Costa Rica                                            | 5 094 118          |
| 21  | Panamá                                                | 4 314 767          |
| 22  | Uruguai                                               | 3 473 730          |
| 23  | Jamaica                                               | 2 961 167          |
| _   | Porto Rico ( Estados Unidos)                          | 2 860 853          |
| 24  | Trinidad e Tobago                                     | 1 399 488          |
| 25  | Guiana                                                | 786 552            |
| 26  | Suriname                                              | 586 632            |
| _   | Guadalupe ( França)                                   | 400 124            |
| 27  | Belize                                                | 397 628            |
| 28  | Bahamas                                               | 393 244            |
| _   | Martinica ( França)                                   | 375 265            |
| —   | Guiana Francesa ( França)                             | 298 682            |
| 29  | Barbados                                              | 287 375            |
| 30  | Santa Lúcia                                           | 183 627            |
| —   | Curaçau ( Países Baixos)                              | 164 093            |
| 32  | Granada                                               | 112 523            |
| 31  | São Vicente e Granadinas                              | 110 940            |
| —   | Aruba( Países Baixos)                                 | 106 766            |
| —   | Ilhas Virgens Americanas ( Estados Unidos)            | 104 425            |
| 33  | Antígua e Barbuda                                     | 97 929             |
| 34  | Dominica                                              | 71 986             |
| —   | Ilhas Caimã ( Reino Unido)                            | 65 722             |
| —   | Bermudas ( Reino Unido)                               | 62 278             |
| —   | Gronelândia ( Dinamarca)                              | 56 770             |
| 35  | São Cristóvão e Neves                                 | 53 199             |
| —   | São Martinho ( Países Baixos)                         | 42 876             |
| —   | Turcas e Caicos ( Reino Unido)                        | 38 717             |
| --- | Saint Martin ( França)                                | 38 666             |
| —   | Ilhas Virgens Britânicas ( Reino Unido)               | 30 231             |
| --- | Países Baixos Caribenhos ( Países Baixos)             | 26 223             |
| —   | Anguila ( Reino Unido)                                | 15 003             |
| —   | São Pedro e Miquelão ( França)                        | 5 794              |
| —   | Monserrate ( Reino Unido)                             | 4 992              |
| —   | Ilhas Malvinas ou Falklands ( Reino Unido)            | 3 480              |
| --- | Ilhas Geórgia do Sul e Sandwich do Sul ( Reino Unido) | 0                  |

1. ↑  «United Nations Population Division Estimates 2020»